# 애심 (1968년 영화)
"애심"은 1968년 공개된 대한민국의 영화이다.

## 배역
- 김지미 : 연희 역
- 김진규 : 박민호 역
- 도금봉 : 박민호의 아내 역
- 한은진
- 강민호 : 성용 역
- 공수미
- 이지연
- 최석
- 양훈
- 추석양
- 석운아
- 김신재
- 석귀녀
- 김성숙
- 김기범